# Енсо Перес
Енсо Перес (ісп. Enzo Pérez, нар. 22 лютого 1986, Мендоса) — аргентинський футболіст, півзахисник «Рівер Плейта» та національної збірної Аргентини. Футболіст року в Португалії (2014).

## Клубна кар'єра
Народився 22 лютого 1986 року в місті Мендоса. Вихованець футбольної школи клубу «Годой-Крус». Дорослу футбольну кар'єру розпочав 2003 року в основній команді того ж клубу, в якій провів чотири сезони, взявши участь у 84 матчах чемпіонату.
Своєю грою за цю команду привернув увагу представників тренерського штабу клубу «Естудьянтес», до складу якого приєднався 2007 року. Відіграв за команду з Ла Плати наступні чотири сезони своєї ігрової кар'єри. Більшість часу, проведеного у складі «Естудьянтес», був основним гравцем команди.
2011 року перейшов до португальської «Бенфіки», у складі якої не зміг відразу пробитися до основного склуду через отриману травму коліна. Частину 2012 року провів в оренді у тому ж «Естудьянтесі». Після завершення терміну піврічної оренди повернувся до Лісабона, де поступово став ключовою фігурою у центрі півзахисту «Бенфіки».
2 січня 2015 року за 25 мільйонів євро перейшов у іспанську «Валенсію», де провів наступні півтора року своєї кар'єри, після чого 29 червня 2017 року повернувся на батьківщину, ставши гравцем «Рівер Плейта». Зі столичним грандом Перес у 217 році виграв Кубок та Суперкубок Аргентини. Станом на 7 червня 2018 року відіграв за команду з Буенос-Айреса 18 матчів в національному чемпіонаті.

## Виступи за збірну
Енцо Перес був викликаний Дієго Марадоною до складу національної збірної Аргентини на товариський матч проти Гани 30 вересня 2009 року, в якому і дебютував за національну збірну.
2 червня 2014 року Перес потрапив у заявку збірної на чемпіонат світу в Бразилії, де був запасним гравцем і на поле тривалий час не виходив. Втім після того як основний півзахисник збірної Анхель Ді Марія отримав травму в чвертьфіналі, Перес його замінив у тій грі, після чого став основним гравцем команди, яка дійшла до фіналу турніру, поступившись там збірній Німеччини.
9 червня 2018 року був включений до її заявки на тогорічний чемпіонат світу в Росії замість травмованого Мануеля Лансіні.
Наразі провів у формі головної команди країни 23 матчів, забивши 1 гол.
| Дата       | Місто            | Господарі  | Результат               | Гості             | Турнір                | Голи | Примітки |
| ---------- | ---------------- | ---------- | ----------------------- | ----------------- | --------------------- | ---- | -------- |
| 30-9-2009  | Кордова          | Аргентина  | 2 – 0                   | Гана              | товариський матч      | -    | 46'      |
| 11-10-2009 | Буенос-Айрес     | Аргентина  | 2 – 1                   | Перу              | Відбір до ЧС 2010     | -    | 46'      |
| 26-1-2010  | Сан-Хуан         | Аргентина  | 3 – 2                   | Коста-Рика        | товариський матч      | -    | 46'      |
| 20-4-2011  | Мар-дель-Плата   | Аргентина  | 2 – 2                   | Еквадор           | товариський матч      | -    | 69'      |
| 25-5-2011  | Ресістенсія      | Аргентина  | 4 – 2                   | Парагвай          | товариський матч      | 1    | 77'      |
| 11-9-2012  | Ліма             | Перу       | 1 – 1                   | Аргентина         | Відбір до ЧС 2014     | -    | 74'      |
| 4-6-2014   | Буенос-Айрес     | Аргентина  | 3 – 0                   | Тринідад і Тобаго | товариський матч      | -    | 63' 72'  |
| 7-6-2014   | Ла-Плата (місто) | Аргентина  | 2 – 0                   | Словенія          | товариський матч      | -    |          |
| 5-7-2014   | Бразиліа         | Аргентина  | 1 – 0                   | Бельгія           | ЧС 2014 - чвертьфінал | -    | 33'      |
| 9-7-2014   | Сан-Паулу        | Нідерланди | 0 – 0 д.ч. (2 - 4 п.п.) | Аргентина         | ЧС 2014 - півфінал    | -    | 81'      |
| 13-7-2014  | Ріо-де-Жанейро   | Німеччина  | 1 – 0 д.ч.              | Аргентина         | ЧС 2014 - Фінал       | -    | 86'      |
| 3-9-2014   | Дюссельдорф      | Німеччина  | 2 – 4                   | Аргентина         | товариський матч      | -    | 46'      |
| 11-10-2014 | Пекін            | Бразилія   | 2 – 0                   | Аргентина         | товариський матч      | -    | 76'      |
| 14-10-2014 | Гонконг          | Гонконг    | 0 – 7                   | Аргентина         | товариський матч      | -    | 73'      |
| 12-11-2014 | Лондон           | Аргентина  | 2 – 1                   | Хорватія          | товариський матч      | -    |          |
| 17-11-2015 | Барранкілья      | Колумбія   | 0 – 1                   | Аргентина         | Відбір до ЧС 2018     | -    | 86'      |
| 11-11-2016 | Белу-Оризонті    | Бразилія   | 3 – 0                   | Аргентина         | Відбір до ЧС 2018     | -    | 46'      |
| 16-11-2016 | Сан-Хуан         | Аргентина  | 3 – 0                   | Колумбія          | Відбір до ЧС 2018     | -    | 46'      |
| 28-3-2017  | Ла-Пас           | Болівія    | 2 – 0                   | Аргентина         | Відбір до ЧС 2018     | -    | 70'      |
| 5-10-2017  | Буенос-Айрес     | Аргентина  | 0 – 0                   | Перу              | Відбір до ЧС 2018     | -    | 67'      |
| 10-10-2017 | Кіто             | Еквадор    | 1 – 3                   | Аргентина         | Відбір до ЧС 2018     | -    |          |
| 11-11-2017 | Москва           | Росія      | 0 – 1                   | Аргентина         | товариський матч      | -    | 87'      |
| 14-11-2017 | Краснодар        | Аргентина  | 2 – 4                   | Нігерія           | товариський матч      | -    |          |
| Усього     |                  | Матчів     | 23                      |                   | Голів                 | 1    |          |

## Титули і досягнення
- Чемпіон Аргентини (2):

«Естудьянтес»: Апертура 2010
«Рівер Плейт»: 2021
- Чемпіон Португалії (2):

«Бенфіка»: 2013–14, 2014–15
- Володар Кубка Португалії (1):

«Бенфіка»: 2013–14
- Володар Суперкубка Португалії (1):

«Бенфіка»: 2014
- Володар Кубка португальської ліги (1):

«Бенфіка»: 2013–14
- Володар Кубка Лібертадорес (2):

«Естудьянтес»: 2009
«Рівер Плейт»: 2018
- Володар Кубка Аргентини (2):

«Рівер Плейт»: 2017, 2019
- Володар Суперкубка Аргентини (2):

«Рівер Плейт»: 2017, 2019
- Переможець Рекопи Південної Америки (1):

«Рівер Плейт»: 2019
Збірні
- Віце-чемпіон світу: 2014

### Індивідуальні
- Футболіст року в Португалії: 2014
- У символічній збірній чемпіонату Португалії: 2013–14[11]